# Corralejo, Mexiko
Corralejo är en ort i Mexiko.   Den ligger i kommunen San Carlos och delstaten Tamaulipas, i den centrala delen av landet, 600 km norr om huvudstaden Mexico City. Corralejo ligger 277 meter över havet och antalet invånare är 234.
Terrängen runt Corralejo är huvudsakligen platt, men norrut är den kuperad. Runt Corralejo är det mycket glesbefolkat, med 2 invånare per kvadratkilometer. Corralejo är det största samhället i trakten. I omgivningarna runt Corralejo växer huvudsakligen savannskog.